# Ваиау (озеро)
Ваиау (гав. Waiau, англ. Lake Waiau, Waiau Pond) — маленькое высокогорное озеро в округе Гавайи, штат Гавайи, США.
Озеро расположено на горе Мауна-Кеа на острове Гавайи и, находясь на высоте 3975 м над уровнем моря, является седьмым в списке самых высокогорных озёр США, а также одним из крайне немногочисленных озёр штата. Интересно, что почва региона не способна удерживать воду и сохранять таким образом озёра, а основание Ваиау по невыясненной причине водонепроницаемо.
Озеро имеет условно овальную форму, его примерные размеры весной, при максимальном заполнении, — 100 на 80 метров, площадь — около 0,6 га, максимальная глубина не превышает 2,5 метров. В этот период из него начинает вытекать маленький ручей, вскоре теряющийся в почве. К концу лета размеры озера уменьшаются примерно втрое, максимальная глубина не превышает одного метра. Зимой озеро обычно замерзает. Питание только дождевое и от тающего снега.
В переводе с гавайского языка Ваиау означает «бурлящая вода», хотя, как правило, озеро совершенно спокойно.
С 2010 года озеро непрерывно уменьшалось в размерах, к примеру, в сентябре 2013 года оно представляло собой обычную лужу площадью около 120 м². Причины потери воды неясны. Зима 2013/2014 годов выдалась в регионе особенно дождливой, поэтому к маю 2014 года площадь озера увеличилась до примерно 4500 м². К сентябрю 2015 года площадь озера вернулась к норме.
Согласно мифологии гавайцев, вся гора Мауна-Кеа, включая озеро Ваиау, являются священным местом, которое могли посещать только жрецы и вожди. Позднее, с образованием королевства (1810—1893), гору и озеро изредка посещали члены королевской семьи. Последней представительницей этой королевской династии, побывавшей здесь в 1882 году, стала королева Эмма, которая, в том числе, искупалась в Ваиау. Ныне до вершины горы и до озера проложена официальная туристическая пешая тропа.